# 阿廖沙·阿桑诺维奇
阿廖沙·阿萨诺维奇（1965年12月14日—）是已退役的克罗地亚足球运动员。
阿桑诺维奇在场上司职左中场，视野宽阔，脚法出色。虽然名气不如同时代的队友普罗西内奇基，但也是克罗地亚第一个黄金时期（1994-1998年）的重要成员。阿桑诺维奇最为人知的一次助攻，是在1998年世界杯半决赛对东道主法国，下半场开场仅一分钟，他从左路斜吊禁区，前锋苏克反越位成功停球推射帮助克罗地亚取得领先。
俱乐部生涯方面，阿桑诺维奇效力过欧洲五大联赛中除德国外的四个，作为经常以德国联赛为跳板而成名的克罗地亚球员，也算非常少见。
2006年世界杯结束后，阿桑诺维奇与以前国家队的队友比利奇、普罗西内奇基等一起接管了国家队，出任助理教练，参加2008欧洲杯预选赛。